# Hemigrammus
Hemigrammus é um gênero de peixes caracídeos sul-americanos de água doce.

## Espécies
- Hemigrammus aereus Géry, 1959
- Hemigrammus aguaruna F. C. T. Lima, Corrêa & Ota, 2016[2]
- Hemigrammus analis Durbin, 1909
- Hemigrammus arua F. C. T. Lima, Wosiacki & C. S. Ramos, 2009
- Hemigrammus ataktos Marinho, D'Agosta & Birindelli, 2014[3]
- Hemigrammus barrigonae C. H. Eigenmann & Henn, 1914
- Hemigrammus bellottii (Steindachner, 1882)
- Hemigrammus bleheri Géry & Mahnert, 1986 (Fire-head tetra)
- Hemigrammus boesemani Géry, 1959
- Hemigrammus brevis Durbin, 1911
- Hemigrammus coeruleus Durbin, 1908
- Hemigrammus cupreus Durbin, 1918
- Hemigrammus cylindricus Durbin, 1909
- Hemigrammus diagonicus Mendonça & Wosiacki, 2011[4]
- Hemigrammus durbinae Ota, F. C. T. Lima & Pavanelli, 2015[5]
- Hemigrammus elegans (Steindachner, 1882)
- Hemigrammus erythrozonus Durbin, 1909 (Glowlight tetra)
- Hemigrammus falsus Meinken, 1958[6]
- Hemigrammus filamentosus Zarske, 2011[7]
- Hemigrammus geisleri Zarske & Géry, 2007
- Hemigrammus gracilis (Lütken, 1875)
- Hemigrammus guyanensis Géry, 1959
- Hemigrammus haraldi Géry, 1961
- Hemigrammus hyanuary Durbin, 1918 (Costello tetra)
- Hemigrammus iota Durbin, 1909
- Hemigrammus levis Durbin, 1908
- Hemigrammus luelingi Géry, 1964
- Hemigrammus lunatus Durbin, 1918[8]
- Hemigrammus machadoi Ota, F. C. T. Lima & Pavanelli, 2014[8]
- Hemigrammus mahnerti Uj & Géry, 1989
- Hemigrammus marginatus Durbin, 1911
- Hemigrammus matei C. H. Eigenmann, 1918
- Hemigrammus megaceps Fowler, 1945
- Hemigrammus melanochrous Fowler, 1913
- Hemigrammus micropterus Meek, 1907
- Hemigrammus microstomus Durbin, 1918
- Hemigrammus mimus J. E. Böhlke, 1955
- Hemigrammus neptunus Zarske & Géry, 2002
- Hemigrammus newboldi (Fernández-Yépez, 1949)
- Hemigrammus ocellifer (Steindachner, 1882)
- Hemigrammus ora Zarske, Le Bail & Géry, 2006
- Hemigrammus orthus Durbin, 1909
- Hemigrammus parana Marinho, F. R. de Carvalho, Langeani & Tatsumi, 2008
- Hemigrammus pretoensis Géry, 1965
- Hemigrammus pulcher Ladiges, 1938 (Garnet tetra)
- Hemigrammus rhodostomus C. G. E. Ahl, 1924 (Rummy-nose tetra)
- Hemigrammus rodwayi Durbin, 1909 (Gold tetra)
- Hemigrammus rubrostriatus Zarske, 2015[6]
- Hemigrammus schmardae (Steindachner, 1882)
- Hemigrammus silimoni Britski & F. C. T. Lima, 2008
- Hemigrammus skolioplatus Bertaco & T. P. Carvalho, 2005
- Hemigrammus stictus (Durbin, 1909)
- Hemigrammus taphorni Benine & G. A. M. Lopes, 2007
- Hemigrammus tocantinsi F. R. de Carvalho, Bertaco & Jerep, 2010
- Hemigrammus tridens C. H. Eigenmann, 1907
- Hemigrammus ulreyi (Boulenger, 1895)
- Hemigrammus unilineatus (T. N. Gill, 1858) (Feather-fin tetra)
- Hemigrammus vorderwinkleri Géry, 1963
- Hemigrammus yinyang F. C. T. Lima & L. M. Sousa, 2009